# Emir Bajrami
Emir Bajrami (Pristina, 1988. március 7. –) svéd válogatott labdarúgó, jelenleg a FC Twente játékosa.

## Pályafutása

### Klubcsapatban
Az IF Elfsborg Boras csapatánál kezdte pályafutását, 103 meccsen 18 gólt lőtt. 2010-ben igazolt a FC Twente csapatához, ahol 70 mérkőzésen 9 gólt szerzett.

### A válogatottban
14 alkalommal játszott a válogatottban, két gólt szerzett, Finnország és Skócia ellen.